# Vuelta Ciclista del Uruguay 1979
La 36.ª edición de la Vuelta Ciclista del Uruguay se disputó entre el 6 y el 15 de abril de 1979.

## Etapas
| Etapa | Fecha       | Recorrido            | km       | Ganador (equipo)                                                            |
| 1.ª   | 6 de abril  | Montevideo-Colonia   | 189,7    | Alberto Larroca (Fénix)                                                     |
| 2.ª   | 7 de abril  | Tarariras-Mercedes   | 181      | Roberto Castromán (Olimpia)                                                 |
| 3.ª   | 8 de abril  | Mercedes-Paysandú    | 159,8    | Ricardo Calleri (América)                                                   |
| 4.ª   | 9 de abril  | Paysandú-Tacuarembó  | 165,7    | Juan Carlos Haedo (Círculo de Suboficiales de la Policía Federal Argentina) |
| 5.ª   | 10 de abril | Contrarreloj en Melo | 40 (CRI) | Tomás de la Fuente (España)                                                 |
| 6.ª   | 11 de abril | Melo-Treinta y Tres  | 112,5    | Roberto Castromán (Olimpia)                                                 |
| 7.ª   | 12 de abril | Treinta y Tres-Minas | 157      | Eduardo Trillini (Círculo de Suboficiales de la Policía Federal Argentina)  |
| 8.ª   | 13 de abril | Minas-Rocha          | 152,1    | Homero Delgado (Fritsa)                                                     |
| 9.ª   | 14 de abril | Rocha-Maldonado      | 159,5    | Ángel Camarillo (España)                                                    |
| 10.ª  | 15 de abril | Maldonado-Montevideo | 192,7    | Ricardo Rondán (Belo Horizonte)                                             |

### Clasificación individual
| Pos. | Ciclista             | Equipo                                                  | Tiempo           |
| ---- | -------------------- | ------------------------------------------------------- | ---------------- |
| 1.º  | Gerardo Bruzzone     | Club Ciclista Amanecer                                  | 39 h 31 min 42 s |
| 2.º  | Ricardo Rondán       | Belo Horizonte                                          | a 2 min 02 s     |
| 3.º  | Omar Richeze         | Círculo de Suboficiales de la Policía Federal Argentina | a 3 min 28 s     |
| 4.º  | Ángel Camarillo      | España                                                  | a 5 min 08 s     |
| 5.º  | José Cabrero         | España                                                  | a 5 min 13 s     |
| 6.º  | Eduardo Trillini     | Círculo de Suboficiales de la Policía Federal Argentina | a 5 min 18 s     |
| 7.º  | Juan Carlos Haedo    | Círculo de Suboficiales de la Policía Federal Argentina | a 5 min 21 s     |
| 8.º  | Víctor Hugo González | Club Ciclista América                                   | a 5 min 31 s     |
| 9.º  | Alberto Larroca      | Club Ciclista Fénix                                     | a 5 min 37 s     |
| 10.º | Isabelino Imbríaco   | Club Ciclista General Hornos                            | a 6 min 52 s     |

### Clasificación por equipos
| Pos. | Equipo                                                  | Tiempo            |
| ---- | ------------------------------------------------------- | ----------------- |
| 1.º  | España                                                  | 118 h 42 min 20 s |
| 2.º  | Círculo de Suboficiales de la Policía Federal Argentina | a 11 min 20 s     |
| 3.º  | América                                                 | a 20 min 56 s     |